# Rakousy (okres Semily)
Obec Rakousy se nachází v okrese Semily, kraj Liberecký. Žije zde 101 obyvatel.

## Historie
První písemná zmínka o obci pochází z roku 1543.

## Pamětihodnosti
- Přírodní rezervace Bučiny u Rakous

## Další fotografie

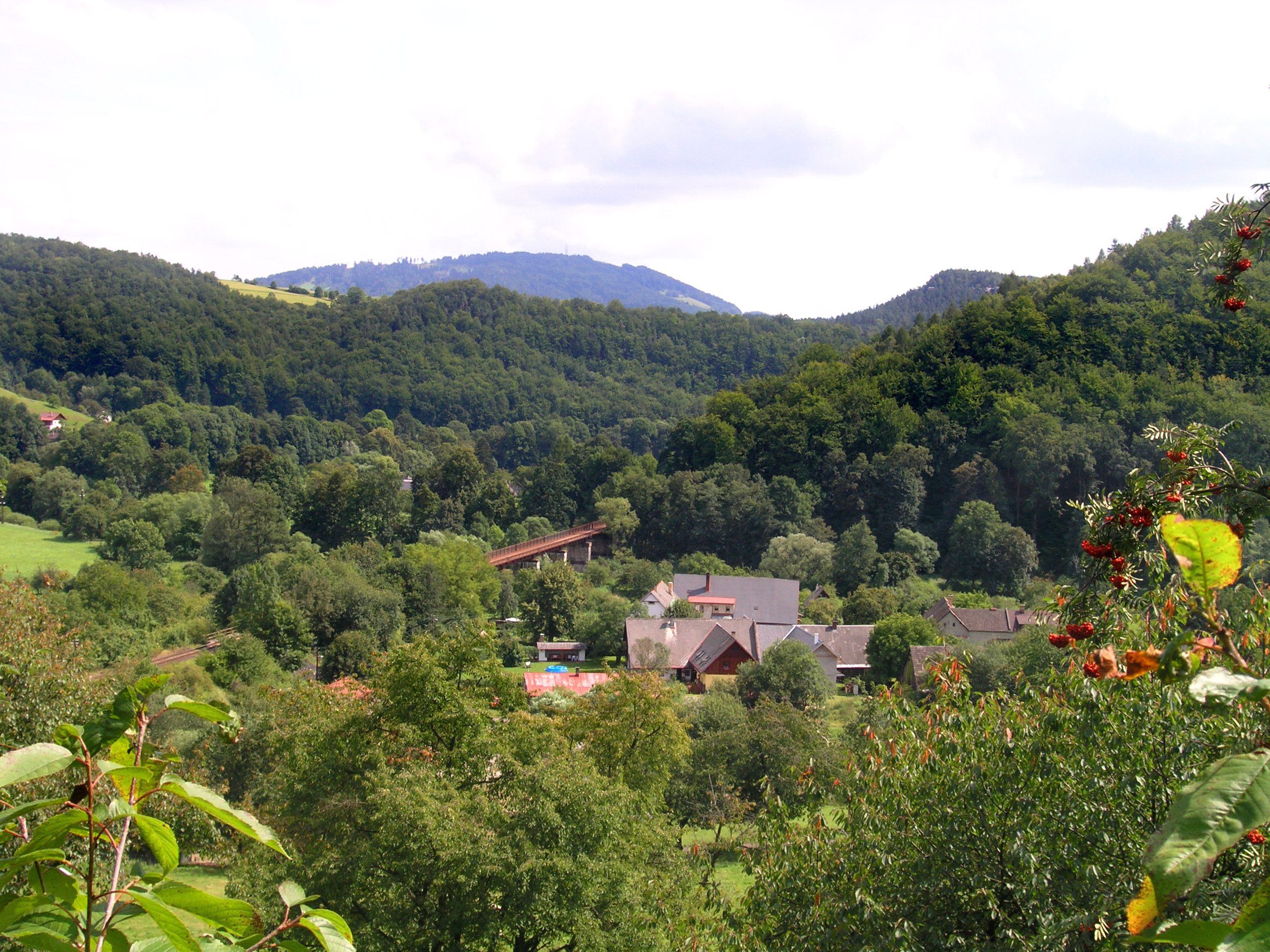
Rakousy a okolí
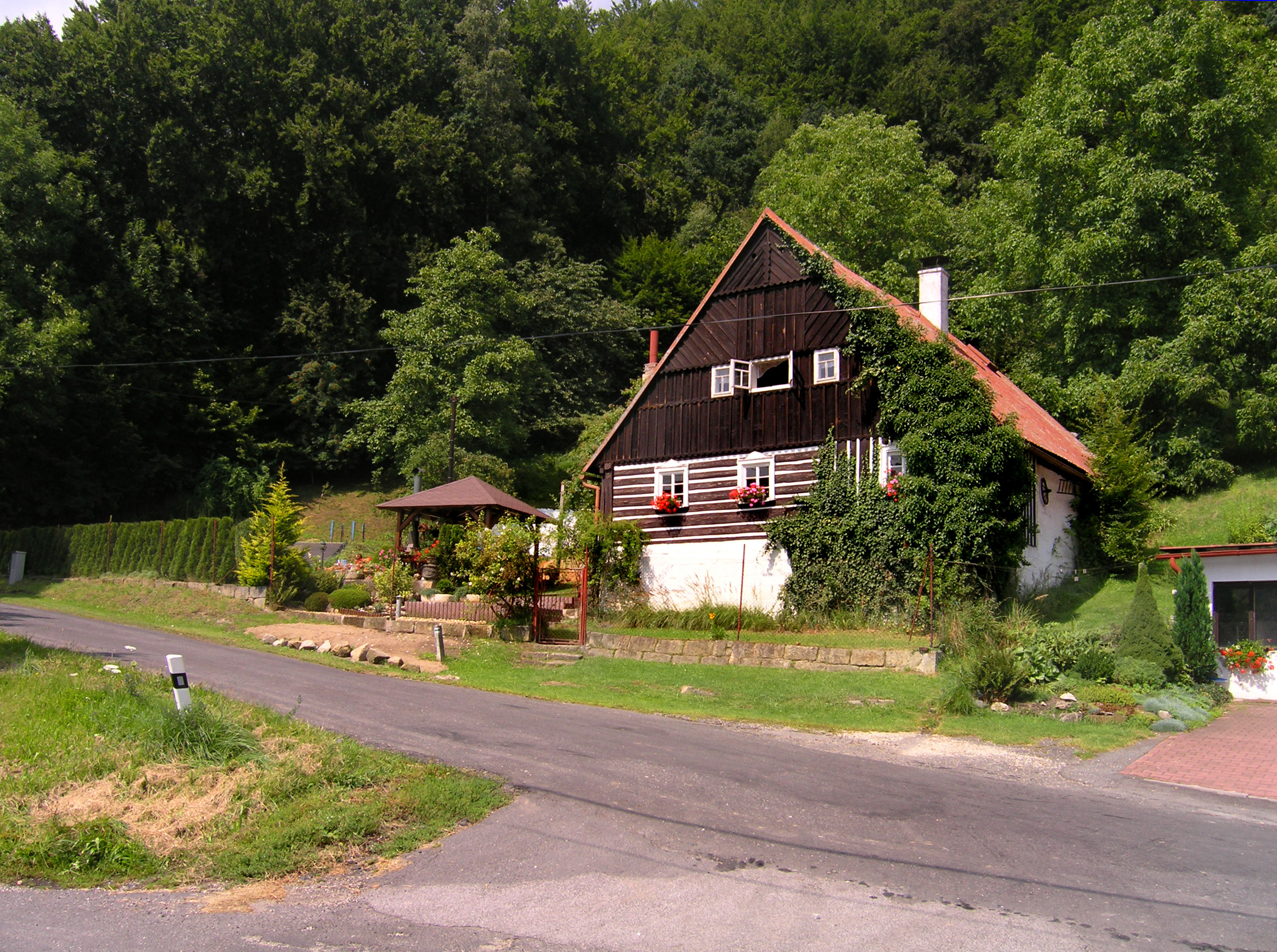
Dům u hlavní silnice